# Сагстуен, Эйнар
Эйнар Сагстуен (норв. Einar Sagstuen; 22 марта 1951 года, Йёвик) — норвежский лыжник, призёр зимних Олимпийских игр в Инсбруке.
На Олимпиаде-1976 в Инсбруке Сагстуен выступал только в эстафете, где он бежал 2-й этап, приняв эстафету от Пола Тюлдума на 3-м месте Сагстуен вывел свою команду на 2-е место, на следующих этапах Ивар Формо и Одд Мартинсен сохранили 2-е место и Норвегия завоевала серебряную медаль.